# Доктрина Драго
Доктрина Дра́го (исп. Doctrina Drago), названная в честь её автора — аргентинского министра иностранных дел Луиса Марии Драго, — латиноамериканский принцип международного права, развивающий доктрину Кальво и восполняющий пробелы в доктрине Монро.
Доктрина устанавливает, что другие государства не вправе осуществлять дипломатические и военные санкции против страны-должника с целью взыскания задолженности или процентов по долгу.
Доктрина обязана своим появлением конфликту 1902 года между Венесуэлой и её кредиторами — Великобританией, Германией и Италией, осуществлявшими морскую блокаду страны-должника. Глава МИД Аргентины Луис Мария Драго 29 октября 1902 направил правительству США ноту, в которой излагал свой взгляд на решение проблемы:

«Государственный долг не может быть причиной вооружённой интервенции, ни тем более оккупации территории американских государств европейской державой»— Л. М. Драго
Однако Вашингтон, провозгласивший ещё в 1823 году невозможность вмешательства европейских держав в дела американского континента, и, тем самым, оказавшийся в затруднительном положении, практически уклонился от ответа Драго. Это вызвало сильную антиамериканскую реакцию в аргентинском обществе; в то же время, Буэнос-Айрес, не признававший доктрины Монро, завоевал симпатию многих стран Латинской Америки.
Доктрину поддержали участники III Межамериканской конференции, прошедшей в июле-августе 1906 года в тогдашней столице Бразилии Рио-де-Жанейро.